# Episodi di The Donna Reed Show (prima stagione)
La prima stagione della serie televisiva The Donna Reed Show è stata trasmessa in anteprima negli Stati Uniti d'America dalla ABC tra il 24 settembre 1958 e il 3 giugno 1959.
| nº | Titolo originale                | Titolo italiano | Prima TV USA      | Prima TV Italia |
| -- | ------------------------------- | --------------- | ----------------- | --------------- |
| 1  | Weekend Trip                    |                 | 24 settembre 1958 |                 |
| 2  | Pardon My Gloves                |                 | 1º ottobre 1958   |                 |
| 3  | The Hike                        |                 | 8 ottobre 1958    |                 |
| 4  | The Male Ego                    |                 | 15 ottobre 1958   |                 |
| 5  | The Football Uniform            |                 | 22 ottobre 1958   |                 |
| 6  | The Foundling                   |                 | 29 ottobre 1958   |                 |
| 7  | Three-Part Mother               |                 | 5 novembre 1958   |                 |
| 8  | Change Partners and Dance       |                 | 12 novembre 1958  |                 |
| 9  | Dough Re Mi                     |                 | 19 novembre 1958  |                 |
| 10 | Guest in the House              |                 | 26 novembre 1958  |                 |
| 11 | The Baby Contest                |                 | 3 dicembre 1958   |                 |
| 12 | The Beaded Bag                  |                 | 10 dicembre 1958  |                 |
| 13 | The Busy Body                   |                 | 17 dicembre 1958  |                 |
| 14 | A Very Merry Christmas          |                 | 24 dicembre 1958  |                 |
| 15 | Mary's Double Date              |                 | 31 dicembre 1958  |                 |
| 16 | Jeff's Double Life              |                 | 7 gennaio 1959    |                 |
| 17 | Nothing But the Truth           |                 | 14 gennaio 1959   |                 |
| 18 | It's the Principle of the Thing |                 | 21 gennaio 1959   |                 |
| 19 | Jeff vs. Mary                   |                 | 28 gennaio 1959   |                 |
| 20 | Have Fun                        |                 | 4 febbraio 1959   |                 |
| 21 | Donna Plays Cupid               |                 | 11 febbraio 1959  |                 |
| 22 | Love Thy Neighbor               |                 | 18 febbraio 1959  |                 |
| 23 | The Report Card                 |                 | 25 febbraio 1959  |                 |
| 24 | Boys Will Be Boys               |                 | 4 marzo 1959      |                 |
| 25 | The Ideal Wife                  |                 | 11 marzo 1959     |                 |
| 26 | Mary's Campaign                 |                 | 18 marzo 1959     |                 |
| 27 | The Flowered Print Dress        |                 | 25 marzo 1959     |                 |
| 28 | April Fool                      |                 | 1º aprile 1959    |                 |
| 29 | The Parting of the Ways         |                 | 8 aprile 1959     |                 |
| 30 | The Hero                        |                 | 15 aprile 1959    |                 |
| 31 | Do You Trust Your Child?        |                 | 22 aprile 1959    |                 |
| 32 | The Grateful Patient            |                 | 29 aprile 1959    |                 |
| 33 | The Testimonial                 |                 | 6 maggio 1959     |                 |
| 34 | Miss Lovelace Comes to Tea      |                 | 13 maggio 1959    |                 |
| 35 | Tomorrow Comes Too Soon         |                 | 20 maggio 1959    |                 |
| 36 | Advice to Young Lovers          |                 | 27 maggio 1959    |                 |
| 37 | Operation Deadbeat              |                 | 3 giugno 1959     |                 |